# Coryphagrion grandis
Coryphagrion grandis – gatunek ważki z rodziny łątkowatych (Coenagrionidae); jedyny przedstawiciel rodzaju Coryphagrion. Do 2013 roku zaliczany był do rodziny Pseudostigmatidae. Występuje w Kenii i Tanzanii, być może także w Mozambiku.